# قلعة إيجان
قلعة إيجان هي مدينة داخلية مسورة داخل مدينة خيوة ,أوزبكستان.وهي محمية كموقع تراث عالمي منذ عام 1990.وهي أقدم المواقع في آسيا الوسطى المدرجة على الائحة.
تحوي المدينة القديمة أكثر من 50 أثر تأريخي، تعود للقرن الثامن عشر والتاسع عشر .ومن أمثلة هذه المباني المسجد الجامع الذي شيد في القرن العاشر وأعيد بنائه في عامي 1788-1789م,ويتميز ببهو معمد يتألف من 112 عمود مأخوذة من بناية المسجد القديم .
وأكثر المباني أهمية في قلعة إيجان الأسوار المبنية بالطابوق وبوابات المدينة الأربعة كل بوابة في جانب من جوانب القلعة المستطيلة الشكل .وعلى الرغم من إن أساسات الأسوار مبنية من القرن العاشر الإ إن أسوار المدينة نفسها البالغ ارتفاعها 10م بنيت أواخر القرن السابع عشر وأعيد ترميمها لاحقاً.

## معرض الصور

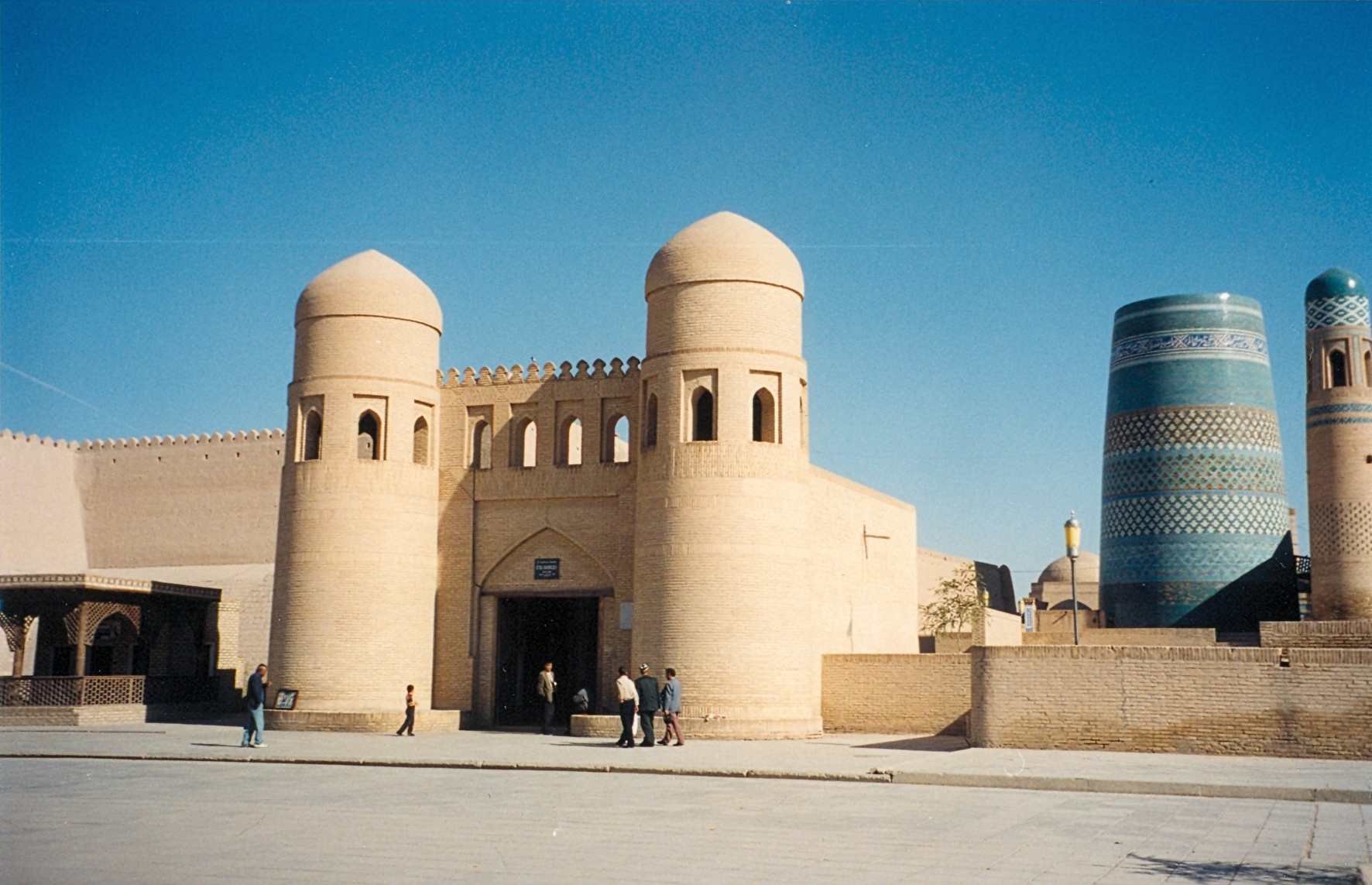
البوابة الغربية
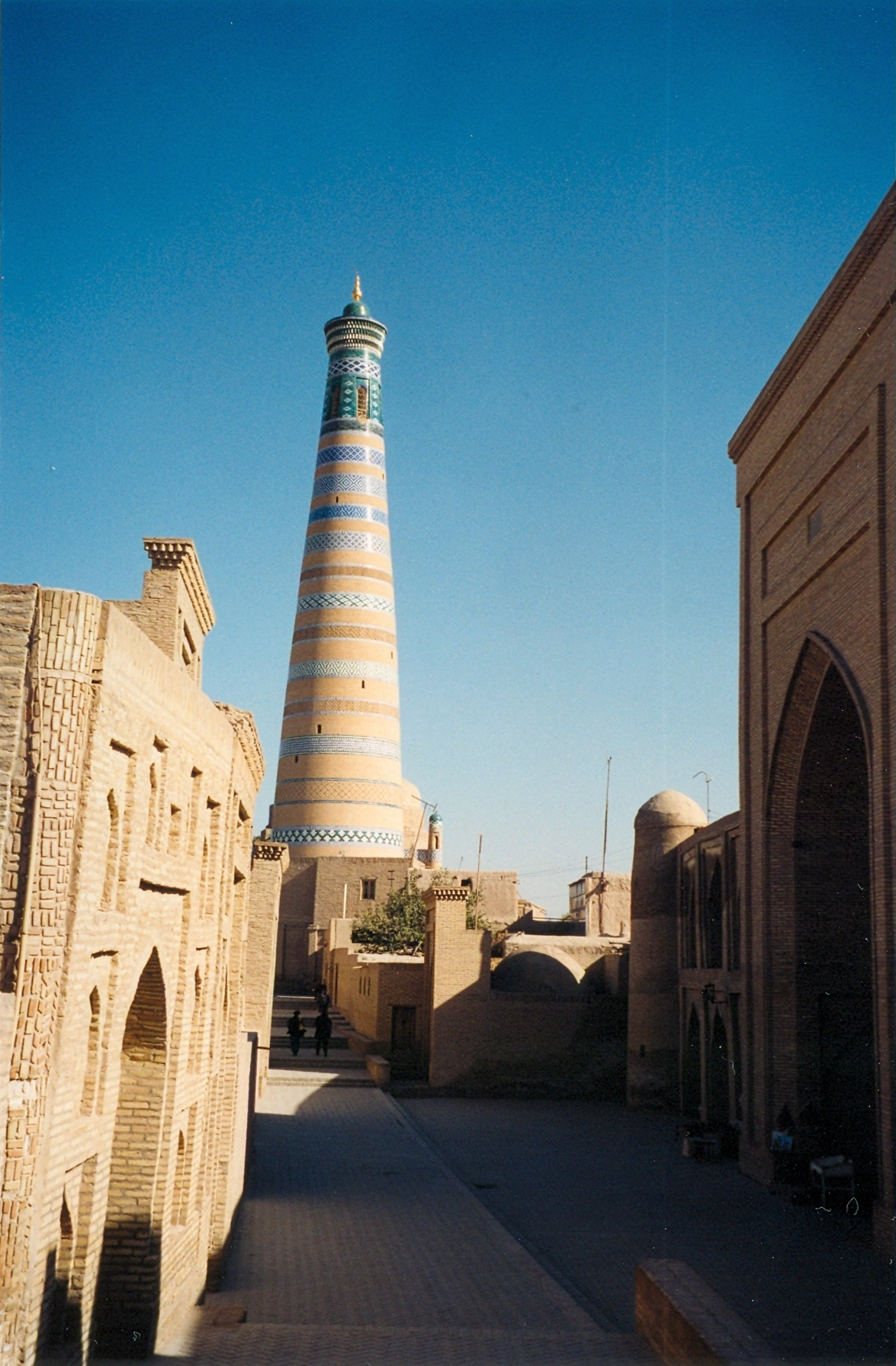
شارع في المدينة القديمة
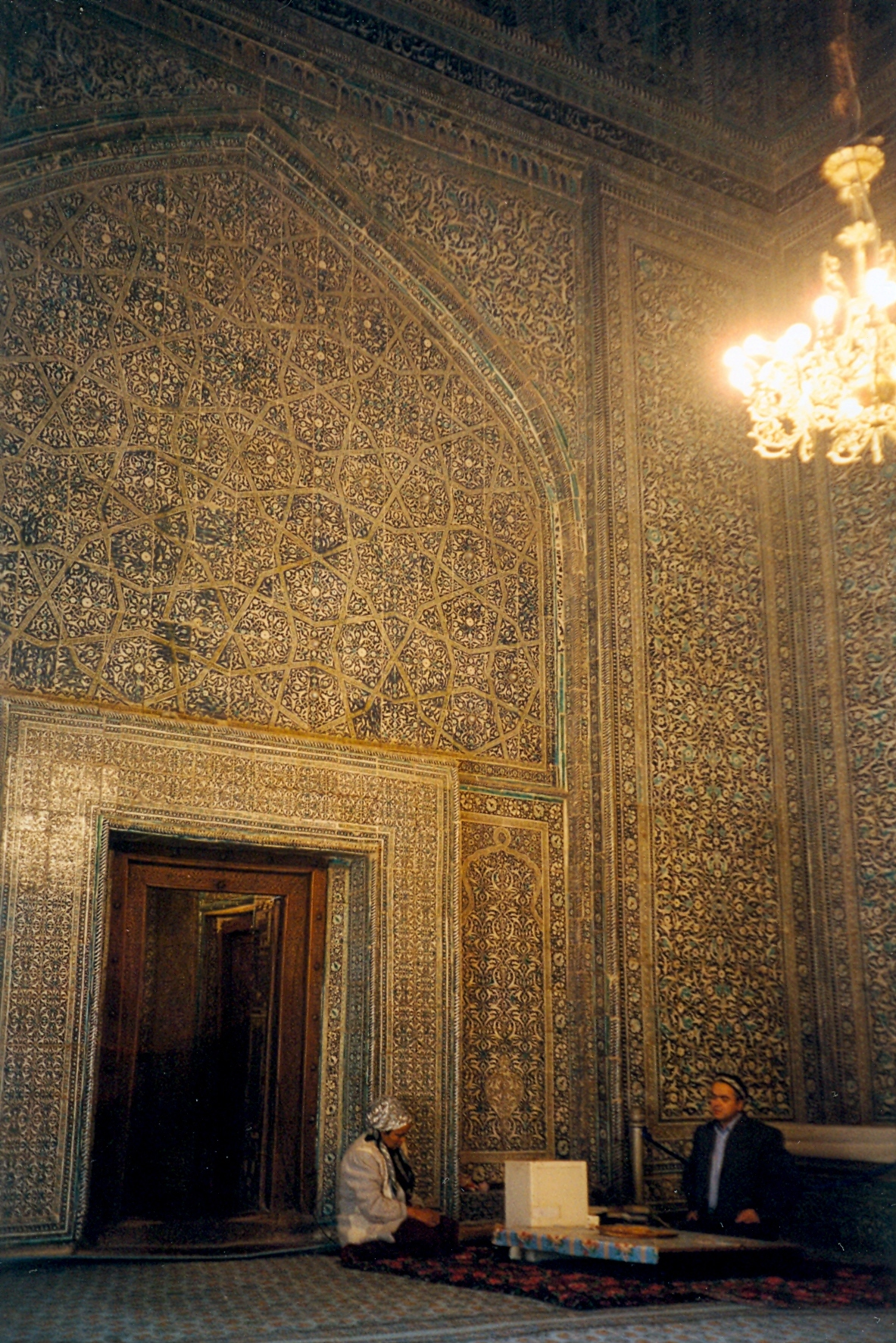
داخل ضريح سعيد العويدان